# Etienne Kinsinger
Etienne Kinsinger (ur. 8 września 1996) – niemiecki zapaśnik walczący w stylu klasycznym. Olimpijczyk z Tokio 2020, gdzie zajął jedenaste miejsce w wadze 60 kg.
Ósmy na mistrzostwach świata w 2018. Piąty na mistrzostwach Europy w 2018 i 2022. 
Trzeci na ME U-23 w 2016. Wicemistrz świata juniorów w 2016; trzeci na ME juniorów w 2014 i 2016. Mistrz świata kadetów w 2013 roku.
Mistrz Niemiec w 2014, 2017, 2018 i 2022; drugi w 2019 i 2023 roku.